# Lateinisches Patriarchat von Antiochien
Der Lateinische Patriarch von Antiochien wurde offiziell nach dem Ersten Kreuzzug von Bohemund von Tarent, dem ersten Fürsten von Antiochia, etabliert. Die Stadt hatte bereits einen orthodoxen Patriarchen, der verjagt wurde und nach Konstantinopel floh. Das Byzantinische Reich arbeitete an seiner Wiedereinsetzung als einzigem Patriarchen, entweder für beide Glaubensrichtungen oder für die Orthodoxe Kirche alleine. Der Vertrag von Devol von 1108 setzte den griechischen Patriarchen nominell wieder ein, die Bestimmung wurde allerdings nie umgesetzt.
Unter Manuel I. gab es kurz ein gemeinsames Patriarchat, als Antiochia unter byzantinische Herrschaft fiel, zumeist gab es jedoch nur einen lateinischen Patriarchen, bis das Fürstentum von den Mameluken 1268 erobert wurde. Die ganze Zeit über jedoch wurde von Konstantinopel ein griechischer Patriarch zumindest ernannt.
Nach dem Ende der Kreuzfahrerstaaten sank das Lateinische Patriarchat Antiochia faktisch zum Titularpatriarchat ab. Die Titelträger waren meist Kurienbischöfe und residierten in Rom. Der Titel blieb bis zu seiner Abschaffung 1964 erhalten.

## Lateinische Patriarchen von Antiochien
- Bernhard von Valence (1100–1135)
- Ralf (I.) von Domfront (1135–1140)
- Aimerich von Limoges (1140–1193)
- Ralf II. (1193–1196)
- Peter von Angoulême (1196–1208)
- Peter von Ivrea (1209–1217) (vorher Abt von Lucedio)
- Pietro Capuano (25. April 1219–Oktober 1219)
- Rainier (1219–1225)
- Albert Rezzato (auch Alberto da Reggio) (1226–1245), vorher Bischof von Brescia
- Opizo Fieschi (1247–1292), ab 1268 nur noch nominell, nach 1272 Erzbischof von Trani, 1291 Administrator einer Kirche in Genua[1]
- Isnard (1311–1320) (auch Erzbischof von Thebes)
- Vakanz (1320–1342)
- Gérald Othon (1342–1348)
- Pere Clasquerí (auch Erzbischof von Tarragona)
- Raymond de Salgues (?1364–1374) (auch Bischof von Agen)
- Séguin d’Anton (1380–1395) (auch Erzbischof von Tours)
- Wenzel Gerard von Burenitz (1397–1409)
- Johannes (1415–1426)
- Denis du Moulin (1439–1447) (auch Bischof von Paris)
- Jacques Juvénal des Ursins (1449–1457)
- Guillaume de la Tour (1457–1470) (auch Bischof von Rodez)
- Guilelmus (14. Oktober 1471–1471)
- Gérard de Crussol (1471–1472)
- Lorenzo Zane (1473–1485) (auch Bischof von Brescia)
- Giordano Gaetano (1485–1496)
- Giovanni Michiel (1497–1503) (auch Bischof von Verona)
  - Sebastianus (1495? – 1502?) (zweifelhaft)
- Alfonso Caraffa (1505–1534) (auch Bischof von Lucera)
- Ignatius (1529? – ?)
- Fernando de Loaces OP (1566–1568)
- Heiliger Juan de Ribera (1568–1611) (auch Bischof von Valencia)
- Tommaso d’Avalos de Aragona (1611–1622?)
- Luigi Caetani (1622–1626)
- Giovanni Battista Pamphili (1626–1629)
- Cesare Monti (1629–1633) (auch Erzbischof von Mailand)
- Fabio della Leonessa (1634–1652)
- Alessandro Crescenzi (1675–1688)
- Giacomo Altoviti (1667–1693)
- Michelangelo Mattei (1693–1699)
- Charles Thomas Maillard de Tournon (1701–1710)
- Giberto Bartolomeo Borromeo (1711–1714?)
- Filippo Anastasi (1724–1735)
- Joaquín Fernández Portocarrero (1735–1743)
- Antonio Maria Pallavicini (1743–1749)
- Lodovico Calini (1751–1766)
- Domenico Giordani (1766–1781)
- Carlo Camuzi (1781–1788)
- Giulio Maria della Somaglia (1788–1795)
- Giovanni Francesco Guidi di Bagno-Talenti (1795–1799)
- Antonio Despuig y Dameto (1799–1813)
- Vakanz?
- Lorenzo Girolamo Mattei (1822–1833)[2]
- Antonio Luigi Piatti (1837–1841)[2]
- Giovanni Nicola Tanari (1845–1853)[2]
- Albertus Barbolani di Montauto (1856–1857)
- Josephus Melchiades Ferlisi (1858–1860)
- Carolus Belgrado (1862–1866)
- Paulus Brunoni (1868–1877)
- Pietro de Villanova Castellacci (1879–1881)
- Placido Ralli (1882–1884)
- Vincenzo Tizzani (1886–1892)
- Francesco di Paola Cassetta (1895–1899)
- Carlo Nocella (1899–1901), † 1903, wurde Lateinischer Patriarch von Konstantinopel
- Lorenzo Passarini (1901–1915)
- Ladislaus Zaleski (1916–1925)
- Roberto Vicentini (1925–1953)
- Vakanz (1953–1964)
- 1964 aufgehoben